# جوان بابتيست
جوان بابتيست (بالإنجليزية: Joan Baptiste)‏ هي منافسة ألعاب القوى بريطانية، ولدت في 12 أكتوبر 1959 في سانت فينسنت في سانت فينسنت والغرينادين.

## وصلات خارجية
- جوان بابتيست على موقع الاتحاد الدولي لألعاب القوى (الإنجليزية)
- جوان بابتيست على موقع أوليمبيديا (الإنجليزية)